# Macbook

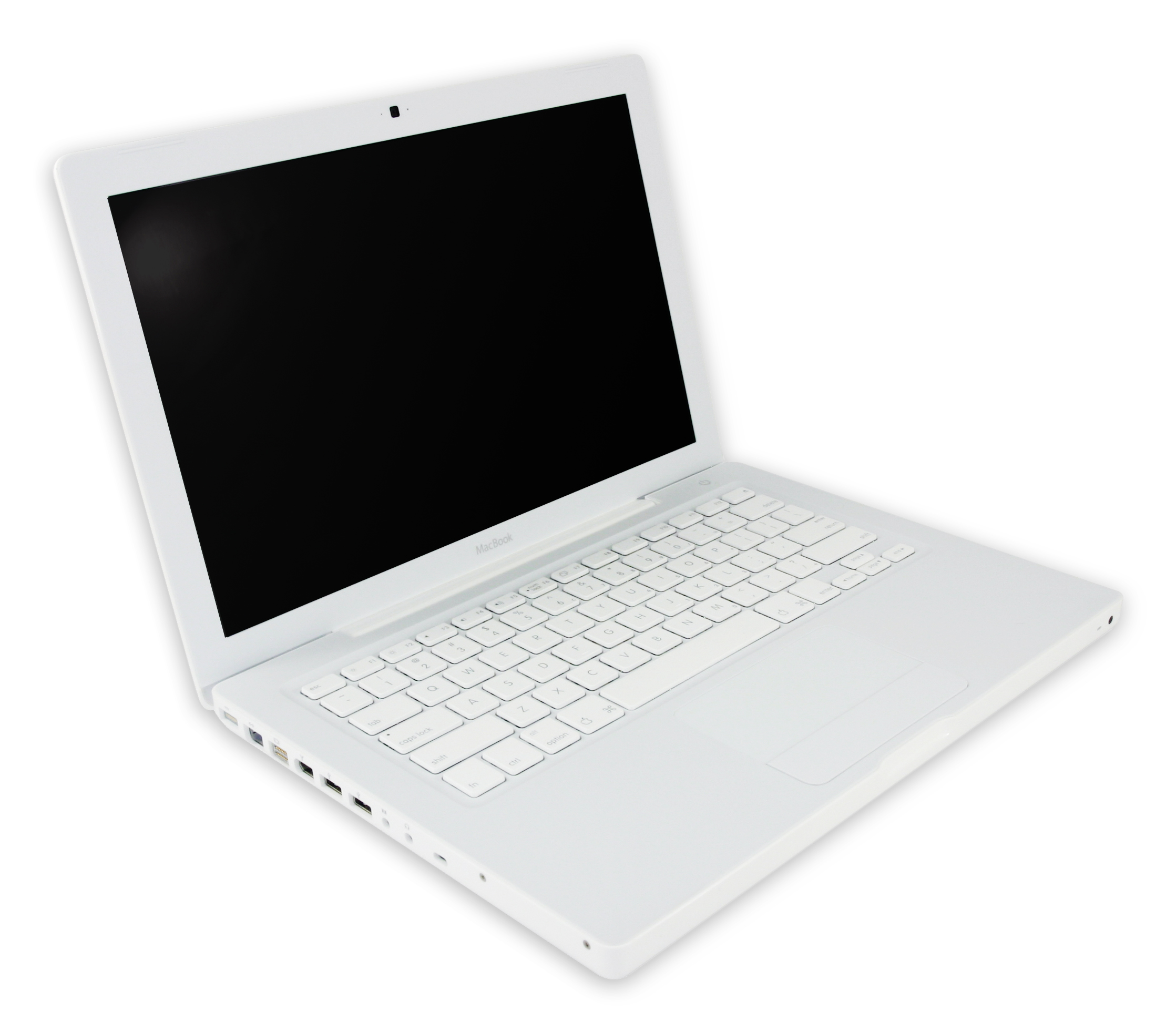
Vit MacBook

Macbook (av Apple skrivet MacBook) är en serie Macintosh-datorer i Apples produktutbud. Den första modellen lanserades i maj 2006 och ersätter Ibook. Modellen riktar sig främst till hemanvändare, studenter och mindre företag. Den professionella och mer välutrustade versionen av Macbook kallas för Macbook Pro. Första generationen av modellen var utrustad med en Intel Core Duo-processor som sedermera uppgraderades till den snabbare Core 2 Duo i november 2006.
Macbook kommer utrustad med en inbyggd webb-kamera (kallad Isight) och en 13,3-tums widescreen-skärm med en upplösning på 1280x800. Datorn har även Apples Airport WLAN-kort som medger trådlös kommunikation enligt 802.11-standard (a,b,g och n), samt Bluetooth 2.0 +EDR för kommunikation med till exempel mobiltelefoner eller skrivare.
I samband med lanseringen av Macbook Air med Sandy Bridge-processorer 20 juli 2011 valde Apple att inte längre tillverka eller sälja den vita Macbooken, utan endast Macbook Air och Macbook Pro. Detta ligger förmodligen i linje med Steve Jobs uttalande om "a post-PC world" som han myntade vid lanseringen av Ipad i februari 2010. 
| CPU                        | Intel Core 2 Duo 2,4 GHz |
| Internminne                | 2 × GB SDRAM kan uppgraderas till max 4 GB |
| Front side bus             | 1066 MHz |
| Hårddisk                   | Serial ATA 250 GB, 320 GB och 500 GB finns som val. |
| Optisk enhet               | Superdrive, Skriver max: 8× DVD±R, 4× DVD±R DL, 4× DVD±RW, 24× CD-R, 10× CD-RW. Läser max: 8× DVD±R, DVD-ROM, 6× DVD-ROM (double layer DVD-9), DVD±R DL, DVD±RW, 24× CD |
| Skärm                      | 13,3" TFT widescreen högblank, 1280x800 |
| Grafikkort                 | Nvidia Geforce 320M, 256 MB delat minne |
| Mått (djup × bredd × höjd) | 23,2cm × 33cm × 2,7cm |
| Vikt                       | 2,13kg |

## Skillnader mot Macbook Pro
De främsta skillnaderna mellan Macbook och Macbook Pro (13-tums standardmodellen) är följande:
- Macbook Pro är byggd i aluminium.
- Macbook Pro levereras med 4 GB minne.
- Macbook Pro har större grafikminne.
- Det går att beställa Macbook Pro med en SSD istället för HDD.
- Macbook Pro har en SD-kortplats.
- Macbook Pro har bakgrundsbelyst tangentbord.
- Macbook Pro väger 90 gram mindre och är några millimeter kortare på alla sidor.